# Culicoides congolensis
Culicoides congolensis' är en tvåvingeart som beskrevs av Jean Clastrier 1960.' 
Culicoides congolensis ingår i släktet Culicoides och familjen svidknott. Inga underarter finns listade i Catalogue of Life.